# Kenji Kitahara
Kenji Kitahara (jap. 北原 健二, Kitahara Kenji; * 10. Mai 1976 in der Präfektur Nagano) ist ein ehemaliger japanischer Fußballspieler.

## Karriere
Kitahara erlernte das Fußballspielen in der Schulmannschaft der Ina Kita High School und der Universitätsmannschaft der Gakugei-Universität Tokio. Seinen ersten Vertrag unterschrieb er 1999 bei den Omiya Ardija. Der Verein spielte in der zweithöchsten Liga des Landes, der J2 League. Für den Verein absolvierte er sieben Spiele. 2000 wechselte er zum Ligakonkurrenten Mito HollyHock. Für den Verein absolvierte er sechs Spiele. Danach spielte er bei den Gunma FC Horikoshi (2001–2004). Ende 2004 beendete er seine Karriere als Fußballspieler.